# Alberto Tognoli

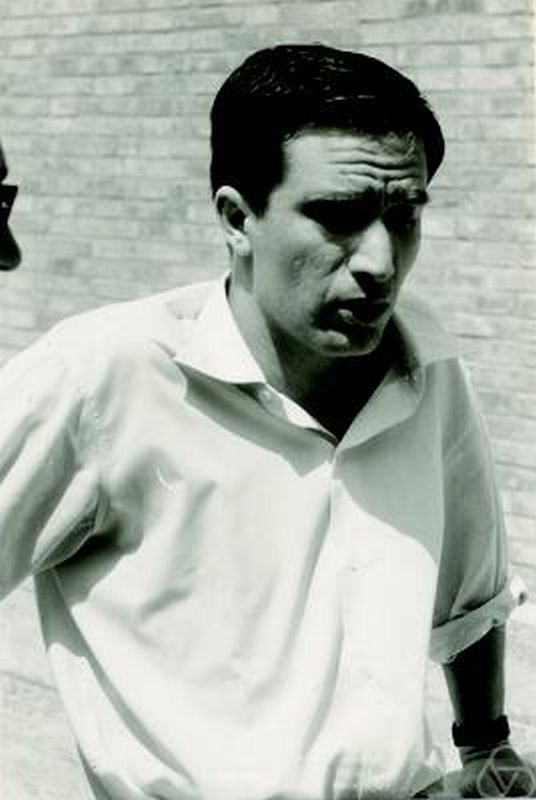
Alberto Tognoli (1967)

Alberto Tognoli (* 26. Juli 1937 in Brescia; † 3. März 2008 in Rapallo) war ein italienischer Mathematiker, der sich mit reeller algebraischer Geometrie befasste.
Tognoli studierte in Pisa (Laurea 1960) und war Professor an der Universität Trient.
Er war für Resultate über Nash-Funktionen und Nash-Mannigfaltigkeiten (nach John Nash) bekannt. Dabei bewies er eine Vermutung von Nash, dass glatte kompakte Mannigfaltigkeiten diffeomorph zu nicht-singulären reellen algebraischen Mannigfaltigkeiten sind (Satz von Nash und Tognoli).
1988 erhielt er den Mathematik-Preis der Accademia dei XL und 1974 den Premio Caccioppoli.

## Schriften
- Algebraic Geometry and Nash Functions, Institutiones Mathematicae, Academic Press 1978
- mit M. Galbiati (Herausgeber): Real analytic and algebraic geometry : proceedings of the conference held in Trento, Italy, October 3-7, 1988, Lecture Notes in Mathematics 1420, Springer Verlag 1990
- Singularities of Analytic Spaces, CIME, Rom: Cremonese 1975
- Introduzione alla teoria degli spazi analitici reali, Rom, Accademia dei Lincei 1976
- Approximation theorems and Nash conjecture, Memoires SMF, 38, 1974, 53-68, numdam
- Algebraic approximation of manifolds and spaces, Seminaire Bourbaki, Nr. 548, 1979/80, numdam